# Resolució 376 del Consell de Seguretat de les Nacions Unides
La Resolució 376 del Consell de Seguretat de les Nacions Unides, aprovada per unanimitat el 17 d'octubre de 1975, després d'examinar l'aplicació de la República de Comores per a ser membre de les Nacions Unides, el Consell va recomanar a l'Assemblea general que la República de Comores fos admesa.
La resolució fou adoptada per 14 vots contra cap; França no participà en la votació.